# Oxdjupet och Dammkärret
Oxdjupet och Dammkärret är en bebyggelse nordväst om Örsundsbro i Nysätra socken i Enköpings kommun. Från 2015 avgränsar SCB här en småort.